# Grand Coulee-dammen
Grand Coulee-dammen är en av världens största vattenkraftdammar, belägen i Columbiafloden i delstaten Washington i nordvästra USA. Den är såväl USA:s största enskilda kraftproducent som största betongkonstruktion. Dammen började byggas 1933 och öppnades 1 juni 1942. Den drivs av United States Bureau of Reclamation.
Dammen, en gravitationsdamm, är 168 meter hög och 1592 meter lång. Kraftproduktionen är uppdelad på fyra vattenkraftverk med sammanlagt 33 generatorer och en total installerad effekt på 6 809 MW. Reservoaren har fått namnet Franklin D. Roosevelt Lake, efter Franklin D. Roosevelt som var USAs president när dammen byggdes.